# Тегау
Тегау (њем. Tegau) општина је у њемачкој савезној држави Тирингија. Једно је од 76 општинских средишта округа Зале-Орла. Према процјени из 2010. у општини је живјело 400 становника. Посједује регионалну шифру (AGS) 16075109.

## Географски и демографски подаци
Тегау се налази у савезној држави Тирингија у округу Зале-Орла. Општина се налази на надморској висини од 450 метара. Површина општине износи 7,2 km². У самом мјесту је, према процјени из 2010. године, живјело 400 становника. Просјечна густина становништва износи 56 становника/km².